# Gabriel Oprea
Gabriel Oprea (n. 1 ianuarie 1961, Fundulea, România) este un politician și fost ofițer român, lider al partidului UNPR, fost ministru al Apărării Naționale (23 decembrie 2009 – 7 mai 2012) și fost ministru al Afacerilor Interne (22 decembrie 2008 – 12 ianuarie 2009 și 5 martie 2014 – 9 noiembrie 2015).

## Educație și formare profesională
Gabriel Oprea a absolvit în 1983 cursurile Școlii Militare de Ofițeri Activi Sibiu, cu diplomă și gradul de locotenent. În 1990 și-a luat licența în drept la Universitatea din București, în 1997 a absolvit cursurile postuniversitare ale Colegiului Național de Apărare, iar în anul 2000 și-a susținut lucrarea de doctorat în domeniul Procedurii Penale sub coordonarea profesorului universitar doctor Ion Neagu.

## Cariera militară
După absolvirea Școlii Militare de Ofițeri din Sibiu, la arma Intendență, specialitate Logistică, în urma căreia a obținut gradul de locotenent, Gabriel Oprea a activat până în 1990 ca ofițer de intendenta și apoi ca ofițer consilier juridic cu grad de căpitan, fiind activat în 2001 drept colonel de Justiție. În decembrie 2001 a fost promovat la gradul de general maior activ de justiție militară. În 2003 primește a doua stea la gradul de general, în urma activității desfășurate la Rezervele Statului într-o funcție de general cu trei stele. Este trecut în rezervă. Primește a treia stea la 1 decembrie 2008. In anul 2009, președintele Traian Băsescu îi oferă și cea de-a patra stea, deținând astfel cel mai înalt grad din armata română, exceptând gradul de mareșal care este foarte rar și se acordă doar pe timp de război.

## Activitate didactică
În perioada 2000 – 2002, Gabriel Oprea a fost director adjunct al Colegiului Național de Apărare, iar vicepreședinte al Fundației Colegiului Național de Apărare și profesor asociat la catedra de Securitate Națională. Începând cu 2001 Gabriel Oprea a devenit profesor la Colegiul Național de Apărare, iar din 2002 conducător de doctorat la Academia de Poliție „Alexandru Ioan Cuza”. Între anii 2003 – 2005, Gabriel Oprea a fost membru în Comisiile de Specialitate ale Consiliului Național de Atestare a Titlurilor, Diplomelor și Certificatelor Universitare - Comisia de Științe Militare, Ordine Publică și Siguranță Națională. În prezent, Gabriel Oprea este profesor și conducător de doctorat la Academia Națională de Informații, unde activează din 2008. În 2017 unui doctorand al lui Gabriel Oprea i-a fost retras titlul pentru plagiat.

## Activitate politică
Din 2001 până în 2002, Gabriel Oprea a îndeplinit funcția de secretar de stat și președinte al Administrației Naționale a Rezervelor Statului. Între 2002 și 2003, a fost prefect al Municipiului București, iar între anii 2003 și 2004 a fost ministru Delegat pentru Administrația Publică, în Ministerul Administrației și Internelor. În 2003, Gabriel Oprea a devenit membru PSD, îndeplinind funcția de vicepreședinte și membru al Biroului Coordonator Național între anii 2004 – 2005 și de președinte al Departamentului de Apărare, Ordine Publică și Siguranță Națională, în perioada 2006 - 2009. Gabriel Oprea a fost ales de două ori deputat de Ilfov, prima oară în 2004 și apoi în 2008. Este inițiatorul mai multor legi și propuneri legislative, printre care se numără și proiectul de lege privind taxa pe marile averi. În legislatura 2004 - 2008, Gabriel Oprea a fost membru al Comisiei Parlamentare Permanente a Camerei Deputaților și Senatului pentru exercitarea Controlul Parlamentar asupra Activității SRI.
Imediat după alegerile din 2008, partidul său l-a propus pentru funcția de ministru de interne. În ianuarie 2009, în urma numirii în funcția de director general al DGIPI din Ministerul Administrației și Internelor a chestorului de poliție Virgil Ardelean, au apărut nemulțumiri în cadrul partidului privind numirile secretarilor de stat, pe care ministrul le făcea fără a consulta partidul, considerând că aceasta este exclusiv prerogativa ministrului.
Prin decizia biroului executiv național al PSD îi este retras sprijinul politic și este propus pentru excluderea din partid. Ca urmare a acestui fapt își prezintă demisia primului-ministru Emil Boc, care o acceptă, încheindu-și activitatea de ministru al Administrației și Internelor. În același timp, pe și-a prezentat demisia din funcția de președinte al organizației județene Ilfov a PSD  (pe care o conducea din 2004) și a părăsit partidul, activând ca deputat independent în Parlament. La sfârșitul lui 2009, a fost propus din nou ca ministru de interne în guvernul Negoiță care însă nu a fost validat. În perioada 23 decembrie 2009 – 7 mai 2012 a fost ministru al Apărării Naționale, mai întâi în guvernul Boc 2 și apoi în cabinetul Ungureanu. Grupul independenților din Parlament, condus de Gabriel Oprea, a fondat în 2010 partidul Uniunea Națională pentru Progresul României, al cărei președinte este. În iulie 2012, UNPR și PSD au format Alianța de Centru Stânga, care a devenit parte a USL. Partidul condus de Gabriel Oprea, UNPR, și-a schimbat denumirea în  Partidul „Pentru Patrie, Militari, Polițiști”.

## Dosarul accidentului din 2015
Pe 21 octombrie 2015, pe timp de ploaie, Bogdan Cosmin Gigină, polițist ce făcea parte din coloana oficială ce îl escorta, a murit într-un accident de circulație.
În 5 februarie 2016, procurorii DNA - Secția de combatere a corupției au dispus începerea urmăririi penale față de Gabriel Oprea pentru abuz în serviciu constând în folosirea resurselor umane și materiale ale Ministerului Afacerilor Interne pentru a asigura, în mod nelegal, însoțirea deplasărilor efectuate de ministru cu echipaje ale poliției rutiere și pentru o altă infracțiune similară. Pe 11 mai 2016 Gabriel Oprea a fost trimis în judecată pentru abuz în serviciu, fiind acuzat că ar fi dispus suplimentarea fondurilor pentru cheltuieli operative ale MAI și a aprobat achiziția unui autoturism Audi A8 în scopul declarat al asigurării protecției demnitarilor.
La 19 septembrie 2016, parlamentarii au votat pentru păstrarea imunității acestuia, împotriva urmăririi penale a DNA. Acțiunea a dus la proteste în stradă în București și în mai multe orașe din țară. Manifestații au venit cu pancarte pe care scrie „Vrem dreptate!“, „Egalitate în fața legii“, „Demisia urgentă a cercetaților penal“, „Grup infracțional (73), treci la tribunal” și „Parlament murdar, nu mai tolerăm nesimțirea voastră“. Ulterior, pe 26 septembrie 2016, Gabriel Oprea demisionează din Senat.
Pe 2 mai 2018 Gabriel Oprea a fost trimis în judecată de DNA pentru ucidere din culpă. În același dosar procurorii DNA au decis clasarea abuzului în serviciu. Gabriel Oprea a fost trimis în judecată de DNA în mai 2018 la Înalta Curte de Casație și Justiție, însă dosarul acestuia s-a plimbat pe la mai multe instanțe din motive de procedură, la Judecătoria Sectorului 1 și apoi Tribunalul București.
El a fost achitat definitiv în 26 iulie 2023, în dosarul polițistului Bogdan Gigină. Oprea a fost achitat și în primă instanță, în martie 2023, de Tribunalul București, care a decis că „fapta nu există”. Curtea de Apel București a luat aceeași decizie. Gabriel Oprea a declarat ulterior achitării acestuia faptul că ambele dosare instrumentate de DNA au fost comandate politic.

## Acuzații de plagiat ale doctoratului
Pe 1 iulie 2015 Emilia Șercan publică în HotNews o investigație jurnalistică în care verifică de plagiat teza de doctorat a lui Gabriel Oprea. Șercan susține că teza prezintă elemente problematice: Calupuri întregi de text sunt preluate ad litteram din lucrările altor autori, lucrarea fiind în esență un mixt de paragrafe amalgamate, fără a conține o introducere sau concluzii proprii.
În 2016, Consiliul general al CNATDCU a stabilit prin vot că Gabriel Oprea a plagiat în teza sa de doctorat și i-a retras titlul de doctor.
Înalta Curte de Casație și Justiție a anulat în 2023 ordinul ministrului Educației prin care i-a fost retras titlul de doctor în drept, ca urmare a deciziei de anul trecut a Curții Constituționale, care a împiedicat procedurile folosite în ultimii ani pentru retragerea titlurilor de doctor în cazul plagiatelor.
Gabriel Oprea a declarat faptul că nu ar fi plagiat și că acuzațiile privind plagiatul doctoratului au fost dictate politic. Potrivit comunicatului său de presă: „Astăzi am primit Hotărârea Înaltei Curți de Casație și Justiție, care stabilește definitiv și irevocabil, că NU am plagiat în teza de doctorat”.

## Distincții și decorații
Gabriel Oprea a fost distins în 2000 de către președintele Emil Constantinescu cu Ordinul Național Steaua României în grad de Cavaler. În 2002, președintele Ion Iliescu i-a acordat Ordinul Național Serviciul Credincios în grad de Cavaler.

## Lucrări publicate
- Elemente de artă strategică românească, prim autor, Fundația Colegiului Național de Apărare, București, 2001
- Interesele naționale ale României în condițiile integrării europene, prim autor, Colegiul Național de Apărare, București, 2001
- Introducere in dreptul internațional umanitar, coautor, Editura Cartega, București, 1999
- O.S.C.E., organizație pentru secolul 21, autor, Fundația Colegiului Național de Apărare, București, 2001
- Studii de drept internațional umanitar, prim autor, Fundația Colegiului Național de Apărare, București, 2001
- Dreptul internațional umanitar, instrumente juridice internaționale, coautor, Regia Autonoma Monitorul Oficial, București, 2003
- România - integrare și securitate, prim autor, Editura Balcanii și Europa, București, 2005
- Plângerea prealabilă, Editura Cartea Universitară, București, 2008.